# Morgan Guilavogui
Morgan Guilavogui, né le 10 mars 1998 à Ollioules (Var), est un footballeur international guinéen qui évolue au poste d'attaquant au RC Lens.

## Biographie

### En club
Morgan Guilavogui est né le 10 mars 1998 à Ollioules, d'un père guinéen originaire de Macenta en Guinée forestière et d'une mère marocaine.
Morgan Guilavogui est formé par l'AS Saint-Étienne puis au SC Toulon. Avec l'équipe U19 de Toulon il termine notamment meilleur buteur avec 23 réalisations lors de la saison 2016-2017.
Le 17 mai 2020 est annoncé le transfert de Morgan Guilavogui au Paris FC. Le joueur s'engage pour un contrat de trois ans. Il découvre alors la Ligue 2, jouant son premier match pour le Paris FC dans cette compétition, le 12 septembre 2020 contre l'Amiens SC. Il est titularisé lors de cette rencontre et son équipe s'impose par deux buts à un.
Il inscrit son premier but en Ligue 2 le 31 juillet 2021, lors de la réception de l'USL Dunkerque (victoire 2-1). Il se met en évidence lors de la première partie de saison 2021-2022, en inscrivant six buts en championnat.

#### RC Lens
Fort d'une saison à 15 buts et 3 passes décisives en Ligue 2 sous les couleurs du Paris FC, il est transféré le 29 juin 2023 au RC Lens contre quatre millions d'euros. Il y paraphe un contrat de quatre ans,. Il débute  sous ses nouvelles couleurs au poste d'attaquant, titularisé dès la 1re journée face au Stade brestois (défaite 3-2). Il inscrit son premier but avec Lens le 26 août 2023, lors d'une rencontre de Ligue 1 face au Paris Saint-Germain (3e journée, défaite 3-1). Néanmoins, il ne parvient pas à gagner sa place dans le onze de départ auprès de Franck Haise. S'il apparaît à 23 reprises en championnat, il ne compte que deux titularisations à son actif, pour deux buts marqués. Il découvre toutefois la Ligue des Champions, entrant en jeu à quatre reprises lors de la phase de groupes.

##### Prêt au FC St. Pauli
N'étant pas un des premiers choix de son entraîneur dans le Nord, il est prêté avec option d'achat au FC St. Pauli le 23 juillet 2024. Le club allemand est alors promu en Bundesliga. Installé au poste d'ailier, à gauche ou à droite, il est l'un des artisans du maintien du club en première division allemande, comptant 25 apparition en championnat, pour 21 titularisations, 6 buts inscrits et 2 passes décisives délivrées. Satisfait de ses performances, le FC St. Pauli lève son option d'achat.
Le RC Lens, ayant suivi sa progression Outre-Rhin et étant intéressé par son profil, active son droit de veto, bénéficiant d'une clause lui permettant de faire revenir le joueur dans son giron,. 

### En sélection
En octobre 2021, Morgan Guilavogui est appelé pour la première fois par Didier Six, le sélectionneur de l'équipe nationale de Guinée. Le 12 novembre 2021, Guilavogui honore sa première sélection face à la Guinée-Bissau. Il entre en jeu à la 70e minute à la place de Seydouba Soumah, et les deux équipes se neutralisent (0-0).
Le 20 décembre 2021, il est retenu dans la liste des vingt-sept joueurs guinéens sélectionnés par Kaba Diawara pour disputer la Coupe d'Afrique des nations 2021. Le 23 décembre 2023, il est de nouveau retenu dans la liste des vingt-cinq joueurs sélectionnés pour la Coupe d'Afrique des nations 2023. 

## Statistiques
| Saison                | Club                  | Championnat           | Championnat | Championnat | Championnat | Coupe(s) nationale(s) | Coupe(s) nationale(s) | Coupe(s) nationale(s) | Supercoupe | Supercoupe | Supercoupe | Compétition(s) continentale(s) | Compétition(s) continentale(s) | Compétition(s) continentale(s) | Compétition(s) continentale(s) | Guinée | Guinée | Guinée | Total | Total | Total |
| Saison                | Club                  | Division              | M.          | B.          | P.d.        | M.                    | B.                    | P.d.                  | M.         | B.         | P.d.       | Comp.                          | M.                             | B.                             | P.d.                           | M.     | B.     | P.d.   | M.    | B.    | P.d.  |
| 2017-2018             | SC Toulon             | National 2            | 11          | 1           | 0           | -                     | -                     | -                     | -          | -          | -          | -                              | -                              | -                              | -                              | -      | -      | -      | 11    | 1     | 0     |
| 2018-2019             | SC Toulon             | National 2            | 27          | 9           | 1           | 1                     | 0                     | 0                     | -          | -          | -          | -                              | -                              | -                              | -                              | -      | -      | -      | 28    | 9     | 1     |
| 2019-2020             | SC Toulon             | National              | 17          | 3           | 0           | -                     | -                     | -                     | -          | -          | -          | -                              | -                              | -                              | -                              | -      | -      | -      | 17    | 3     | 0     |
| Sous-total            | Sous-total            | Sous-total            | 55          | 13          | 1           | 1                     | 0                     | 0                     | -          | -          | -          | -                              | -                              | -                              | -                              | -      | -      | -      | 56    | 13    | 1     |
| 2020-2021             | Paris FC              | Ligue 2               | 17+1        | 0           | 2           | -                     | -                     | -                     | -          | -          | -          | -                              | -                              | -                              | -                              | -      | -      | -      | 18    | 0     | 2     |
| 2021-2022             | Paris FC              | Ligue 2               | 31+1        | 11          | 5           | 1                     | 3                     | 0                     | -          | -          | -          | -                              | -                              | -                              | -                              | 5      | 0      | 0      | 38    | 14    | 5     |
| 2022-2023             | Paris FC              | Ligue 2               | 32          | 15          | 3           | 4                     | 3                     | 1                     | -          | -          | -          | -                              | -                              | -                              | -                              | 6      | 1      | 0      | 42    | 19    | 4     |
| Sous-total            | Sous-total            | Sous-total            | 82          | 26          | 10          | 5                     | 6                     | 1                     | -          | -          | -          | -                              | -                              | -                              | -                              | 11     | 1      | 0      | 98    | 33    | 11    |
| 2023-2024             | RC Lens               | Ligue 1               | 23          | 2           | 0           | -                     | -                     | -                     | -          | -          | -          | C1+C3                          | 4+1                            | 0                              | 0                              | 10     | 1      | 1      | 38    | 3     | 1     |
| 2024-2025             | FC St.Pauli           | Bundesliga            | 25          | 6           | 2           | 2                     | 1                     | 2                     | -          | -          | -          | -                              | -                              | -                              | -                              | -      | -      | -      | 27    | 7     | 4     |
| 2025-2026             | RC Lens               | Ligue 1               | 1           | 0           | 0           | -                     | -                     | -                     | -          | -          | -          | -                              | -                              | -                              | -                              | -      | -      | -      | 1     | 0     | 0     |
| Total sur la carrière | Total sur la carrière | Total sur la carrière | 186         | 47          | 13          | 8                     | 7                     | 3                     | -          | -          | -          | -                              | 5                              | 0                              | 0                              | 21     | 2      | 1      | 220   | 56    | 17    |

## Vie privée
Morgan Guilavogui est le frère cadet d'un autre joueur professionnel, Josuha Guilavogui.